# George Howard, 6. Earl of Carlisle

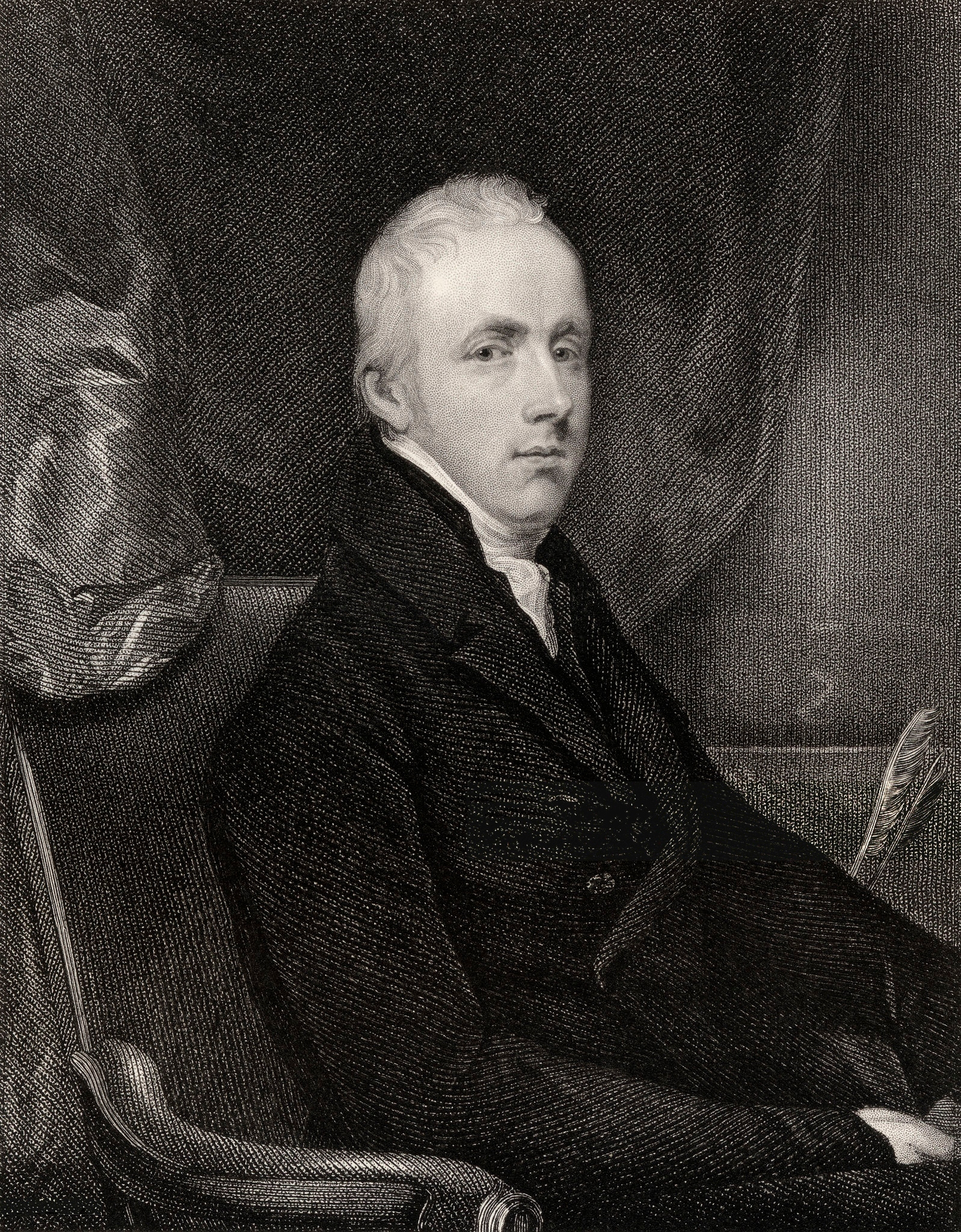
George Howard, 6. Earl of Carlisle

George Howard, 6. Earl of Carlisle, KG, PC (* 17. September 1773 im Castle Howard, Yorkshire; † 7. Oktober 1848 ebenda) war ein britischer Adliger und Politiker.

## Leben

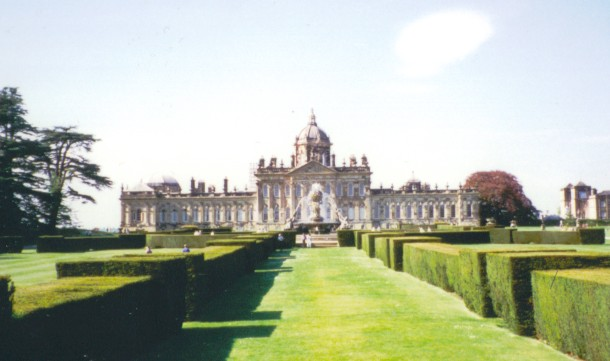
Howard Castle

George Howard war der älteste Sohn von fünf Kindern des Politikers Frederick Howard, 5. Earl of Carlisle (1748–1825) und seiner Ehefrau Lady Margaret Caroline Leveson-Gower (1753–1824), dritte Tochter von Granville Leveson-Gower, 1. Marquess of Stafford. Als Heir apparent seines Vaters führte er zu dessen Lebzeiten den Höflichkeitstitel Viscount Morpeth. Er besuchte das Eton College und studierte am Christ Church College der Universität Oxford.
Von 1795 bis 1806 war er als Abgeordneter für das Borough Morpeth in Northumberland und von 1806 bis 1820 als Abgeordneter für das County Cumberland Mitglied des britischen House of Commons. 1806 wurde er in den Kronrat (Privy Council) aufgenommen. 1825 erbte er beim Tod seines Vaters dessen Adelstitel als 6. Earl of Carlisle, 6. Viscount Howard of Morpeth sowie 6. Baron Dacre of Gillesland und wurde dadurch Mitglied des britischen House of Lords. Von 1824 bis 1840 war er Lord Lieutenant des East Riding of Yorkshire und 1827 First Commissioner of Woods and Forests. In der Tory-Regierung von George Canning und Lord Goderich hatte Howard von 1827 bis 1828 das Staatsamt des Lordsiegelbewahrers (Lord Privy Seal) inne. Nachdem sich die Regierung Lord Wellingtons 1830 aufgelöst hatte, trat Lord Grey an die Spitze eines neuen Whig-Regierung, welche sich zu „Parlamentsreform, Verminderung der Staatslasten und Nichteinmischung in die Angelegenheiten fremder Staaten“ verpflichtete. Howard fungierte unter Grey von 1830 bis 1834 als Kabinettsminister ohne Geschäftsbereich. Unter der kurzen Regierung Wellingtons Ende 1834 war George Howard erneut Lordsiegelbewahrer. 1837 wurde Howard als Knight Companion des Hosenbandordens ausgezeichnet.

## Ehe und Nachkommen

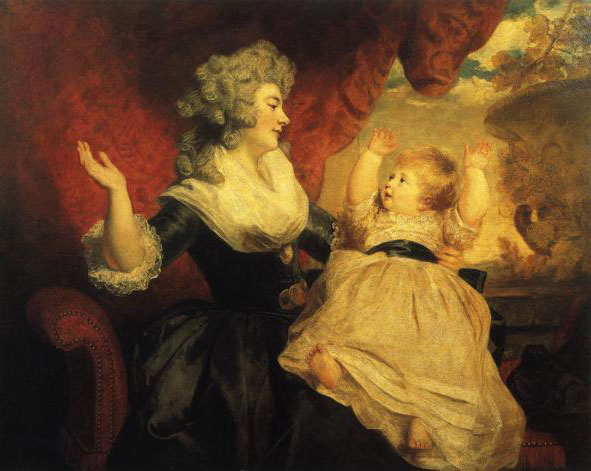
Joshua Reynolds:Porträt der Duchess of Devonshire mit ihrer Tochter Lady Georgiana Dorothy, Öl auf Leinwand, 1786

Am 21. März 1801 heiratete Sir George Howard im Devonshire House in London Lady Georgiana Dorothy Cavendish (1783–1858), eine Tochter von William Cavendish, 5. Duke of Devonshire und Lady Georgiana Spencer. Aus der gemeinsamen Verbindung gingen zwölf Kinder hervor:
- George William Frederick Howard, 7. Earl of Carlisle (1802–1864)
- Lady Caroline Georgiana Howard (1803–1881) ⚭ 1823 Rt. Hon. William Saunders Sebright Lascelles
- Lady Georgiana Howard (1804–1860) ⚭ 1822 George Agar-Ellis, 1. Baron Dover
- Hon. Frederick George Howard (1805–1834)
- Lady Harriet Elizabeth Georgiana Howard (1806–1868), Hofdame der Königin Victoria ⚭ 1823 George Sutherland-Leveson-Gower, 2. Duke of Sutherland
- William George Howard, 8. Earl of Carlisle (1808–1889)
- Edward Granville George Howard, 1. Baron Lanerton (1809–1880), Admiral der Royal Navy, ⚭ 1842 Diana Ponsonby
- Lady Blanche Georgiana Howard (1812–1840) ⚭ 1829 William Cavendish, 7. Duke of Devonshire
- Hon. Charles Wentworth George Howard (1814–1879) ⚭ 1842 Mary Priscilla Harriet Parke
- Lady Elizabeth Dorothy Anne Georgiana Howard (1816–1891) ⚭ 1840 Rev. Hon. Francis Richard Grey
- Hon. Henry George Howard (1818–1879) ⚭ 1845 Mary Wellesley McTavish
- Lady Mary Matilda Georgiana Howard (1823–1892) ⚭ 1852 Henry de Labouchère, 1. Baron Taunton